# Mecomma gilvipes
Mecomma gilvipes är en insektsart som först beskrevs av Carl Stål 1858.  Mecomma gilvipes ingår i släktet Mecomma och familjen ängsskinnbaggar. Inga underarter finns listade i Catalogue of Life.